# Águila o sol (película)
Águila o sol (distribuida en España con el nombre de Cara o cruz) es una película de comedia mexicana de 1937 dirigida por Arcady Boytler y protagonizada por Mario Moreno "Cantinflas", Manuel Medel, Margarita Mora y Marina Tamayo. Ésta fue una de las primeras películas protagonizadas por el popular comediante mexicano.

## Sinopsis
La película de Águila o Sol trata  de 3 huérfanos que fueron abandonados en un asilo de monjas; dos bebés uno llamado Carmelo y la otra Adriana Águila vinieron de una familia rica; mientras que Polito Sol es abandonado por una familia de clase humilde.
Las monjas registraron su crecimiento durante nueve años; porque a partir de esa edad serían separados para seguir sus vidas por su propia cuenta; pero al darse cuenta los tres huérfanos deciden escapar del lugar para empezar una vida juntos; y hasta convertirse en un trío inseparable.
Para ganarse la vida vendieron periódicos en la calle y boletos de lotería; mientras pasaban los años los tres huérfanos desempeñaron su lado artístico en las famosas “carpas” representando obras cómicas de teatro para sacar dinero.
La película centra la vida de los tres huérfanos en espectáculos de carpas, enredos cómicos en la trama y en escenas de borracheras.
El padre de Polito se enriquece cuando compra un boleto de lotería; una vez que consigue la fortuna comienza la búsqueda de su hijo; pero no lo reconoce cuando le vende un periódico.
Esta película retoma los inicios de Mario Moreno Cantinflas en las carpas y muestra una posible imagen de cómo Cantinflas actuaba en el escenario y se expresaba.

## Otros títulos
- Cara o cruz o Cantinflas en el teatro, en posteriores reposiciones en España.

## Reparto
- Mario Moreno "Cantinflas" (Polito Sol)
- Manuel Medel (Carmelo Águila)
- Margarita Mora (Teresa)
- Marina Tamayo (Adriana Águila)
- Luis G. Barreiro (Castro)
- Manuel Arvide (Hipólito Sol)
- Ramón Rey (el gallego)
- Margarita Sodi (Adriana, niña)
- Jesús de la Mora (Polito, niño)
- José Girón Torres (Carmelo, niño)
- Dora Ceprano (Dora)
- Antonio Escobar (Director de orquesta)
- Teresa Rojas
- Emma Vogel
- Blanca Rosa Otero
- José Elías Moreno
- Rafael Baledón
- Virginia Serret
- Julio Ahuet
- Toña la Negra
- Rafael Hernández
- Rafael Díaz

## Equipo técnico
- Adaptación cinematográfica: Arcady Boytler
- Bailables: Rafael Díaz
- Gerente de producción: Ricardo Beltri
- Edición: José M. Noriega
- Staff: «Acero»
- Sets: José Rodríguez Granada
- Mobiliario: Zarraga
- Estudios y laboratorios: Jorge Stahl
- Producción: Pedro Maus, Felipe Mier
- Sonido: Monoaural
- Color: B/N
- Fecha de estreno: 04/05/1938 (México) — 24/12/1945 (España)

## Comentarios
Segunda película para el dúo cómico de Cantinflas y Manuel Medel, y sin lugar a dudas, la mejor de las tres que realizaron, aunque sin alcanzar la calidad y el brillo de otros trabajos de Mario Moreno.
Fue filmada sólo  algunos años antes del desarrollo de la  imagen clásica de Cantinflas y de su prolífica y exitosa asociación con el director Miguel M. Delgado a partir de 1941. 
Lo más notable  de esta película, son las escenas cuando él aparece en un teatro con su socio artístico (entonces Manuel Medel), haciendo los mismos números o sketches que hicieron en conjunto algunos años atrás, en las  ahora míticas “carpas de teatro” (teatros ambulantes bajo techo de lona).  Aquí ambos aparecen como lo hacían en sus años muy tempranos.
Este filme ocupa el lugar 84 dentro de la lista de las 100 mejores películas del cine mexicano, según la opinión de 25 críticos y especialistas del cine en México, publicada por la revista Somos en julio de 1994.